# Echinocamptus verestschagini
Echinocamptus verestschagini är en kräftdjursart som beskrevs av Borutsky 1931. Echinocamptus verestschagini ingår i släktet Echinocamptus och familjen Canthocamptidae. Inga underarter finns listade i Catalogue of Life.